# 梵蒂冈历史博物馆

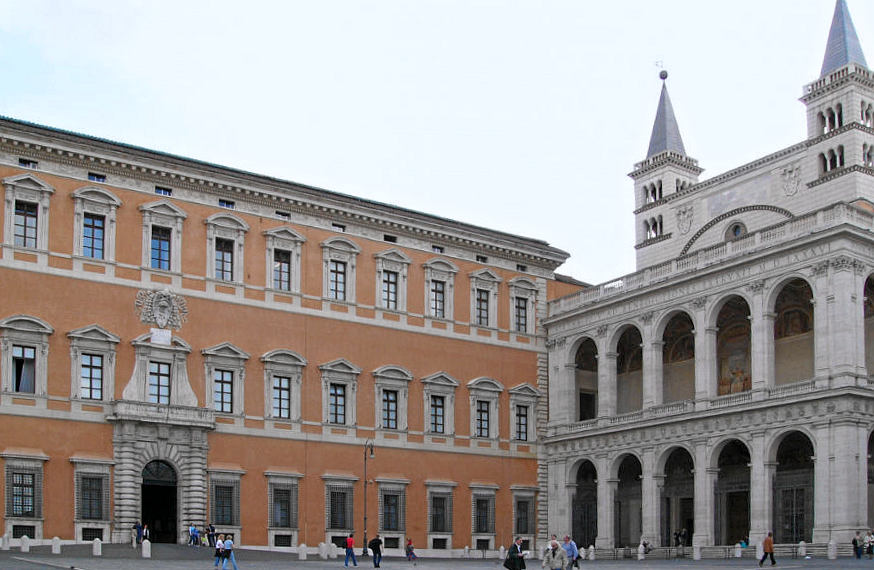
拉特朗圣若望广场上的拉特朗宫（左）和拉特朗圣若望大殿（右）

梵蒂冈历史博物馆（義大利語：Museo storico vaticano）是梵蒂冈博物馆的一部分。它是由教宗保禄六世下令，成立于1973年。最初设于广场花园下。1987年搬进拉特朗宫，于1991年3月开放。
梵蒂冈历史博物馆收藏了十六世纪迄今为止的教宗肖像，军团纪念品，与礼仪有关的宗教用具，徽章，以及教宗座驾，包括教宗使用的第一辆汽车。

## 布局
拉特朗宫毗邻毗邻拉特朗圣若望大殿，建于1586年，教宗保禄四世将其装修成十个大厅，每个厅都有风格主义时期的壁画，包括君士坦丁厅、宗徒厅、皇帝室、教宗室等等。壁画装饰采用罗马历史的主题，或者達尼爾、大卫、撒罗滿、撒慕爾等圣经人物。自1991年以来，这些房间用于展出自梵蒂冈博物馆搬来的展品。